# Gundal och Högås
Gundal och Högås var en av SCB avgränsad och namnsatt tätort, omfattande bebyggelse som till största delen är belägen i Kungsbacka kommun i Hallands län, men även i Göteborgs kommun och Mölndals kommun i Västra Götalands län. Från 2018 ingår området i Göteborgs tätort.
Gundal och Högås är beläget öster om länsväg 158, längs med länsväg Lindomevägen (länsväg N 961) mot Lindome. Östra delen av Gundal och Högås är den tidigare småorten Hällesås, som förr var del av Lindome sockens Skogtorpa rote.

## Befolkningsutveckling
| Befolkningsutvecklingen i Gundal och Högås 1990–2015                                                                          | Befolkningsutvecklingen i Gundal och Högås 1990–2015 | Befolkningsutvecklingen i Gundal och Högås 1990–2015 | Befolkningsutvecklingen i Gundal och Högås 1990–2015 | Befolkningsutvecklingen i Gundal och Högås 1990–2015 |
| --- | ---------------------------------------------------- | ---------------------------------------------------- | ---------------------------------------------------- | ---------------------------------------------------- |
| |                                                      |                                                      |                                                      |                                                      |
| År |                                                      |                                                      | Folkmängd                                            | Areal (ha)                                           |
| 1990 | 1990                                                 |                                                      | 241                                                  | 64#                                                  |
| 1995 | 1995                                                 |                                                      | 173                                                  | 41#                                                  |
| 2000 | 2000                                                 |                                                      | 313                                                  | 79                                                   |
| 2005 | 2005                                                 |                                                      | 363                                                  | 79                                                   |
| 2010 | 2010                                                 |                                                      | 384                                                  | 79                                                   |
| 2015 | 2015                                                 |                                                      | 631                                                  | 167                                                  |
| Anm.: Ny tätort 2000, sammanvuxen med småorterna Hällesås och Tråkärrslätt 2015. Sammanvuxen med Göteborg 2018. # Som småort. |                                                      |                                                      |                                                      |                                                      |

## Samhället
Bebyggelsen består endast av villor, längs med större eller mindre vägar i området.